# Filistyni

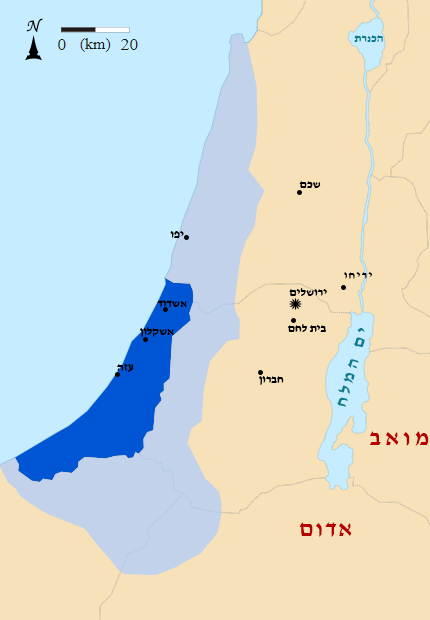
Mapa przedstawiająca obszar kontrolowany przez Filistynów oraz tereny będące pod ich wpływami

Filistyni (hebr. ‏פְּלִשְׁתִּים‎ Pəlištîm – „przybysze”, „wędrowcy”; eg. P-r-s-t; arab. ‏فلستيون‎ Filastin) – starożytny lud o nieokreślonym pochodzeniu, który zamieszkiwał południowe wybrzeża Kanaanu, w okresie pomiędzy XII a VII wiekiem p.n.e. Zaliczali się do tzw. Ludów Morza, po klęsce zadanej im przez Egipcjan osiedlili się w Lewancie, gdzie szybko zasymilowali się z miejscową ludnością kananejskiego pochodzenia. Na zajmowanym przez siebie obszarze Filistyni stworzyli konfederację miast-państw. W VIII wieku p.n.e. miasta filistyńskie dostały się pod panowanie Asyrii. W VII wieku p.n.e. zostali włączeni do państwa nowobabilońskiego, ostatecznie tracąc swoją niezależność. Głównym źródłem informacji na temat Filistynów jest biblijny Stary Testament, jednak najstarszymi przekazami odnośnie do tego ludu są płaskorzeźby umieszczone w świątyni faraona Ramzesa III w Medinet Habu, w którym zostają przedstawieni jako Peleset. W III wieku p.n.e. Filistyni ulegli hellenizacji, całkowicie tracąc swoją odrębność kulturalną.

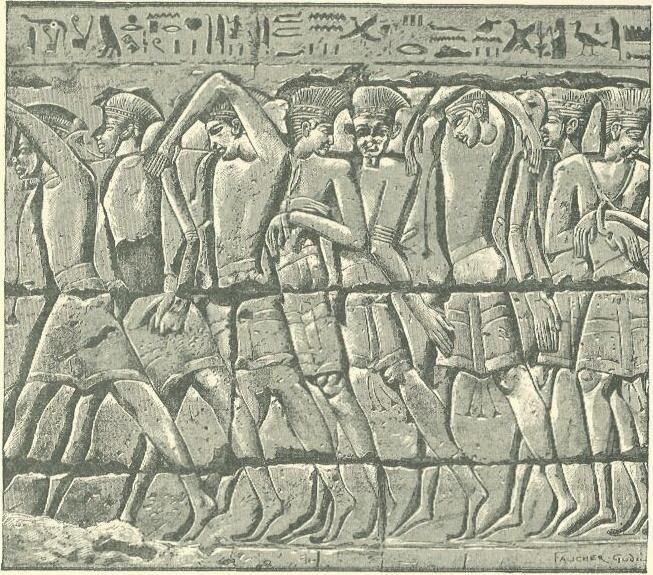
Relief ścienny z Medinet Habu, pochodzący z okresu panowania faraona Ramzesa III, przedstawiający Filistynów (Peleset) wziętych do niewoli przez Egipcjan

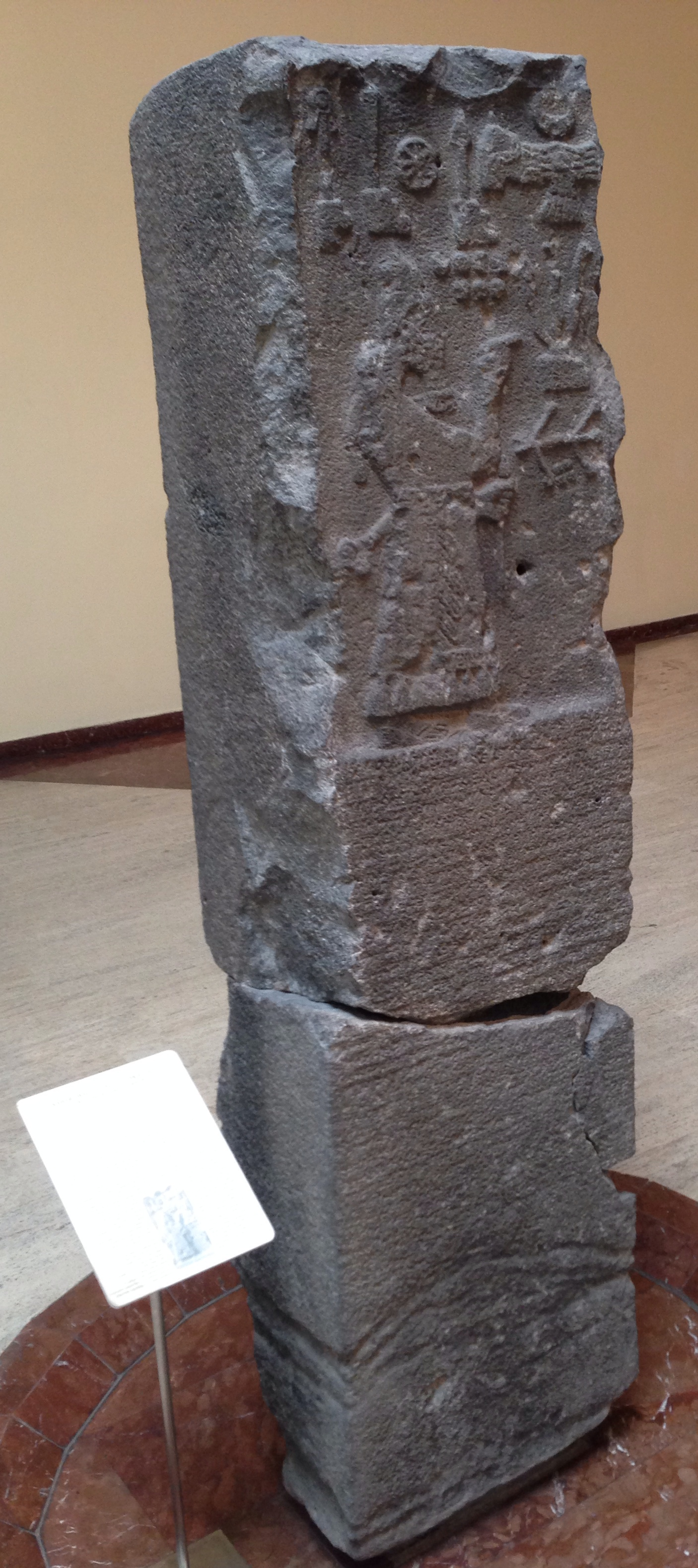
Stela z Saba'a, zawierająca termin Pa-la-áš-tu, który przez część badaczy tłumaczony jest jako „Palestyna” lub „Filistea”

Od tego starożytnego ludu pochodzi nazwa „Palestyna”, natomiast od arabskiej formy pochodzi termin obyczajowy „filister”.

## Terytorium
Ziemia Filistynów stanowiła wąski pas ziemi wzdłuż wschodniego wybrzeża Morza Śródziemnego (zwanego w Starym Testamencie niekiedy „Morzem Filistynów”). Zgodnie z przekazem biblijnym Filistyni zamieszkiwali tereny od Szichoru, na granicy Egiptu, aż do granicy Ekronu na północy. Rzekę Szichor utożsamia się czasem z Rzeką Egipską (Wadi al-Arisz). Późniejsi komentatorzy identyfikowali „Potok Egipski” z Wadi al-Arisz, a także z potokiem Besor wspomnianym w 1 Księdze Samuela. Jednocześnie Księga Rodzaju podaje granicę z Egiptem jako Nahar Micrajim („Rzeka Egipska”). Jako że hebrajski wyraz nahar (נהר) oznacza dużą rzekę, zrozumiałe wydaje się, iż chodzi o Nil. Granice ziemi Izraela według Księgi Rodzaju sięgają dalej na zachód. Mniejszość badaczy utożsamia oba określenia – „Potok” i „Rzekę” – z wadi. Za północną granicę terytorium filistyńskiego uważa się niekiedy górę Karmel. Na tym obszarze mieściło się pięć głównych miast filistyńskich: Askalon, Gaza, Aszdod, Ekron i Gat. Tworzyły one związek nazywany pentapolis. Filistynom podlegały również miejscowości nieobwarowane. Od wschodu ziemia Filistynów graniczyła z obszarami zamieszkiwanymi przez pokolenia Judy, Dana i Symeona.

## Pochodzenie Filistynów
Istnieje kilka teorii na temat pochodzenia Filistynów. Biblijna, starotestamentowa Księga Amosa (z VIII wieku p.n.e.) wspomina, że pochodzili z Kaftoru (przez część badaczy identyfikowanego z wyspą Kretą). Sugeruje to egejskie pochodzenie tego starożytnego ludu.
W 2016, w pobliżu miasta Aszkelon, odnaleziono duży cmentarz filistyński z XI wieku p.n.e., gdzie znajdowało się około 150 zmarłych, pochowanych w owalnych grobach. W 2019 przeprowadzono badania genetyczne szczątków, które wykazały pokrewieństwo z ludnością Europy Południowej.

## Historia

### Przekaz biblijny
Według Biblii Filistyni zamieszkiwali tereny Kanaanu już podczas inwazji Hebrajczyków pod wodzą Jozuego, jednak nie zostali podbici. Księga Sędziów wymienia ich wśród narodów, które Bóg pozostawił w Kanaanie, by wystawiały na próbę Izraelitów. Ucisk Izraelitów przez Filistynów miał według Biblii zacząć się po śmierci sędziego Jaira. Po długoletniej niewoli walkę wyzwoleńczą z Filistynami podjął Samson, jednak dostał się on do niewoli. Za życia arcykapłana Helego pokonali Izraelitów pod Afek, zabijając kapłanów Chofniego i Pinchasa oraz zdobywając Arkę Przymierza, którą jednak zwrócili Izraelitom. Filistyni zostali pokonani przez Izraelitów pod wodzą Samuela pod Eben-Haezer i utracili swe zdobycze, a nawet część własnych terytoriów. Wkrótce jednak ponownie urośli w potęgę. U zarania monarchii w Izraelu posiadali swą załogę w Gibea oraz wprowadzili swój monopol na usługi kowalskie, czym ograniczyli dostęp Izraelitów do broni wykonanej z metalu. Król Saul musiał walczyć z Filistynami przez niemal cały okres swojego panowania, aż wreszcie popełnił samobójstwo podczas bitwy na wzgórzu Gilboa, nie chcąc wpaść w ich ręce; zginęli wówczas również synowie Saula.
Z większym powodzeniem zmagał się z Filistynami król Dawid. Z początku Filistyni nie sprzeciwiali się objęciu przez niego władzy królewskiej w Judzie. Zdaniem Alfreda Tschirschnitza wciąż uważali oni Dawida, który przez pewien czas pozorował służbę dla Akisza, króla Gat, za swojego wasala. Na dodatek sprzyjało im rozbicie Izraela na dwa skonfliktowane państwa. Jednak zdobycie pełni władzy zaniepokoiło Filistynów, którzy wyruszyli do walki z Dawidem. Ponieśli jednak klęskę w dwóch decydujących bitwach: pod Baal-Perasim i pod Gibeonem. Dawid ujarzmił Filistynów i zmusił ich do uległości, podbijając przy tym Gat i okoliczne miejscowości. Filistyni bez powodzenia próbowali zrzucić z siebie zwierzchnictwo Izraela pod koniec panowania Dawida. Sądzi się przy tym, że w zdobytych przez Izraelitów miastach na wybrzeżu pozostała część ludności filistyńskiej, która, w przeciwieństwie do Hebrajczyków, była obeznana z żeglarstwem.
W okresie królestwa podzielonego relacje Izraelitów z Filistynami kształtowały się różnie. Juda w czasach króla Jozafata pobierała trybut od Filistynów, a już za panowania następcy Jozafata, Jorama, poniosła klęskę w wojnie z filistyńsko-arabską koalicją. W okresie rządów króla Joasza Gat zostało zdobyte przez króla Aramu Damasceńskiego, Chazaela. Ziemię Filistynów podbił król Azariasz (Ozjasz), jednak jego wnuk Achaz utracił nad nimi zwierzchnictwo, a nawet utracił w walce z nimi kilka miast judzkich. Filistynów pokonał natomiast następca Achaza, Ezechiasz. Znaleziony w miejscowości Mesad Hashavyahu (na południe od Jafy) ostrakon z imieniem judejskiego namiestnika sugeruje kontrolowanie części terytorium Filistynów przez króla Jozjasza. Państwo północne, Izrael, toczyło zaś długotrwały konflikt z Filistynami o miasto Gibbeton.

### Źródła pozabiblijne
Początki spisanych dziejów Filistynów datują się na czasy inwazji Ludów Morza na Egipt. Pokonani przez faraona Ramzesa III w 1190 p.n.e., osiedli w zachodnim Kanaanie. Według źródeł egipskich zostali tam osadzeni przez zwycięskiego władcę Egiptu. Osłabienie Egiptu w okresie rządów następców Ramzesa III pozwoliło Filistynom na prowadzenie własnej polityki i ekspansji militarnej. Wskutek wypraw do Kanaanu doszło do kontaktu ze wschodnim sąsiadem, Izraelitami.
Ziemia Filistynów była podbijana przez wojska egipskie i asyryjskie. W źródłach asyryjskich Filistyni są wzmiankowani po raz pierwszy w inskrypcjach Adad-nirari III, który wymienia Filisteę wśród podbitych i zhołdowanych przez siebie krajów. Późniejsze inskrypcje wymieniają również poszczególnych władców filistyńskich, np. Mitintiego z Askalonu czy Hanunu z Gazy, którzy płacili trybut Asyrii. Wtedy to ziemia Filistynów stała się zależna od Asyrii. W 734 p.n.e. Gaza i Askalon odmówiły płacenia danin królowi Tiglat-Pileserowi III, co spowodowało szybką interwencję Asyrii. Król Gazy Hanunu został zmuszony do ucieczki do Egiptu, a w mieście wprowadzony został kult bóstw asyryjskich. W 720 p.n.e. król Sargon II pokonał koalicję Hanunu i nieznanego z imienia faraona Egiptu pod Rafią (obecnie Tell Refah w okolicach Rafah, 30 km na południe od Gazy). Hanunu został wzięty do niewoli. W latach 712–711 p.n.e. Sargon zdobył Aszdod. W roku 701 p.n.e. Sennacheryb w ramach tłumienia powstania antyasyryjskiego zdobył Askalon. Król Sydka został zesłany do Asyrii wraz z rodziną, a na jego miejsce władcą ustanowiony został Szarru-Ludari. Po upadku Asyrii Filistea stała się częścią państwa nowobabilońskiego, a następnie perskiego. W III w. p.n.e. Filistyni ulegli hellenizacji.

## Społeczeństwo

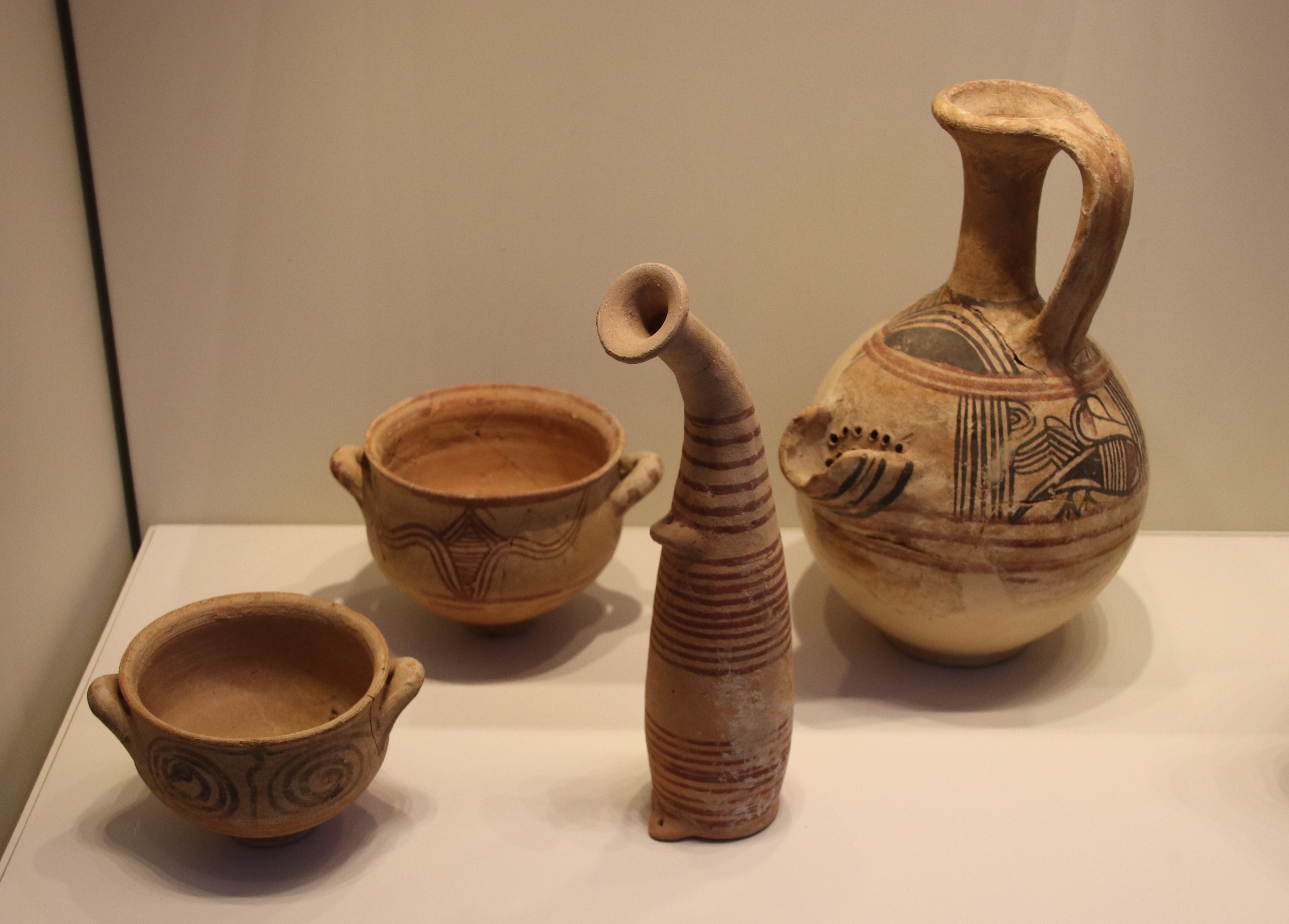
Ceramika filistyńska datowana na okres XII-XI wieku p.n.e.

### Religia
Filistyni po osiedleniu się w Kanaanie przyjęli wierzenia kananejskie. Najważniejszymi bogami czczonymi przez niech byli Dagon, Baal, Asztarte i Isztar. Nie są znane żadne filistyńskie bóstwa o nazwach niesemickich. Stary Testament w 1 Księdze Samuela mówi o istnieniu wśród Filistynów zorganizowanej warstwy kapłańskiej, a także wróżbitów.

### Ustrój

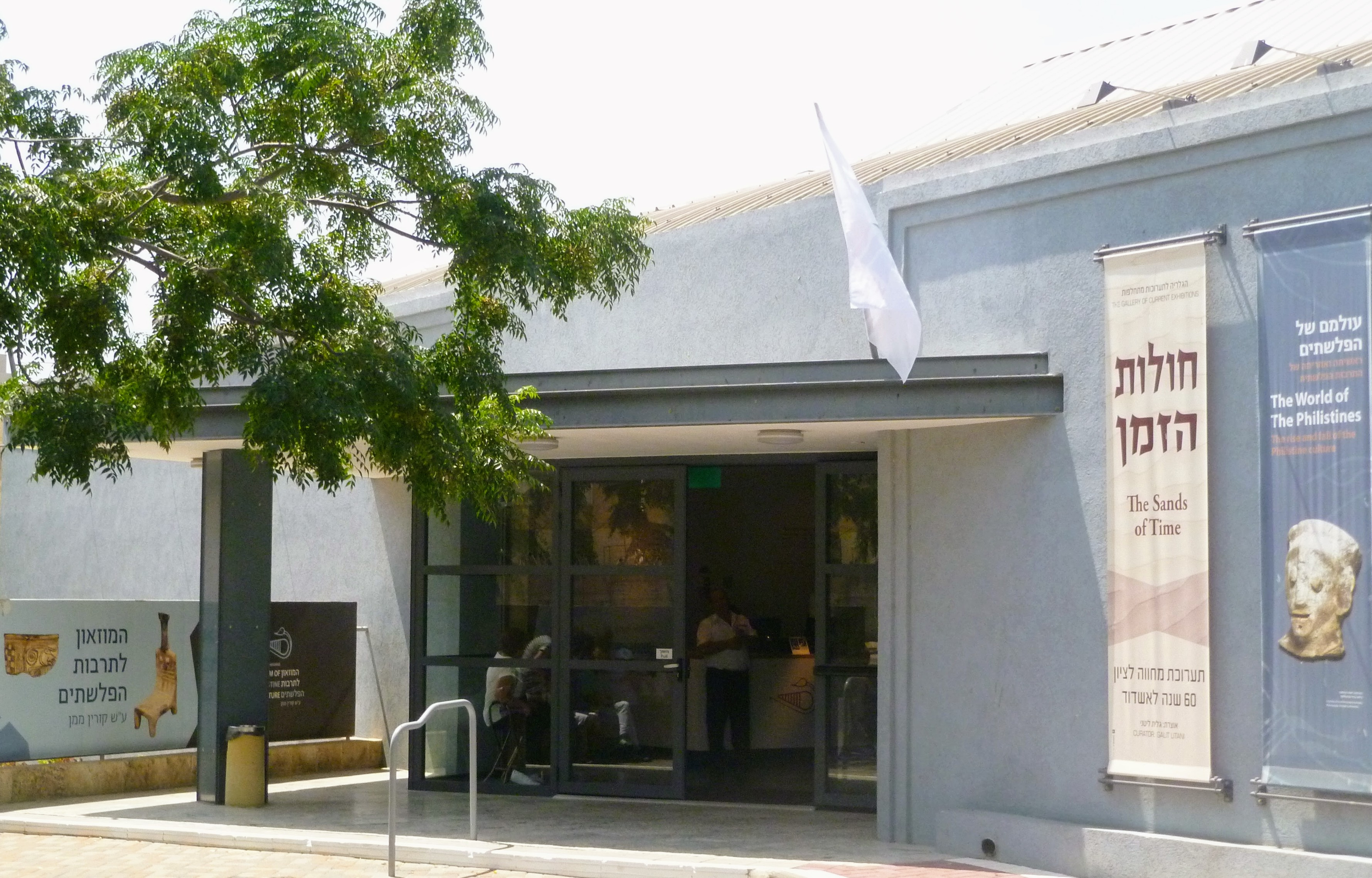
Muzeum Kultury Filistynów w Aszdod

Według Biblii, do czasów króla Dawida Filistyni mieli być rządzeni kolegialnie przez kilku władców (zwanych seranim). Później każde z filistyńskich miast posiadało już własnego króla. Biblia mówi o wpływie społeczeństwa na życie polityczne, między innymi o zwoływaniu zgromadzeń władców przez lud.

### Gospodarka
Filistyni długo posiadali monopol w regionie Kanaanu na kucie żelaza. Umiejętność tę posiedli prawdopodobnie w Anatolii. Według Biblii, Filistyni razem z Fenicjanami zajmowali się handlem żydowskimi niewolnikami, których sprzedawali Grekom.

## Język
Wiadomo niewiele na temat języka używanego przez Filistynów. Prawdopodobnie został zastąpiony przez języki kananejskie, aramejski, a później grecki. Nie przetrwały dokumenty w języku filistyńskim, ale zachowały się niewielkie inskrypcje w piśmie przypominającym pismo cypro-minojskie i w pewnym stopniu pismo linearne A. W X wieku p.n.e. Filistyni przyjęli alfabet paleohebrajski.
W 2005 w Tall as-Safi, miejscu gdzie najprawdopodobniej znajdowało się starożytne miasto Gat, odnaleziono ułamek ceramiki z zapisanym imieniem Goliat. Chociaż większość znanych nam imion filistyńskich jest semicka, niektóre (takie jak Goliat, Akisz, Pikol), wydają się mieć zupełnie inne pochodzenie. Zasugerowano ich indoeuropejską etymologię.
W 2016 Giancarlo T. Tomezzoli i Reinhardt S. Stein ogłosili, że badane przez nich inskrypcje z ceramiki filistyńskiej zapisane są w języku podobnym do dialektów słowiańskich. Może być to dowód na indoeuropejskie korzenie Filistynów.

## Wojskowość Filistynów
Filistyni posiedli umiejętność obróbki żelaza, najprawdopodobniej podczas pobytu na obszarach zamieszkiwanych przez Hetytów, źródła biblijne wskazują wszakże na stosowanie również brązu. Wygląda na to, że w czasach biblijnych Filistyni posiadali niewielką liczbę rydwanów bojowych, wzorowanych na rydwanach Hetytów, a także lekką i ciężką piechotę. Relief z Medinet Habu przedstawia jedynie jeden typ wojownika filistyńskiego: ciężkozbrojnego piechura uzbrojonego w dwa oszczepy (służące jako broń miotana krótkiego zasięgu) oraz miecz. Miał on hełm z pióropuszem i lekki puklerz. Źródła biblijne wspominają również o filistyńskich łucznikach, rydwanach i jeździe. Opisywany przez Biblię wojownik filistyński, Goliat, miał być uzbrojony w ciężką włócznię o żelaznym grocie, wykonany z brązu zakrzywiony nóż, hełm, pancerz łuskowy i nagolenniki z tego samego metalu, a także tarczę.
Filistyńscy najemnicy służyli w Egipcie jako jednostka do walki wręcz. Być może Filistynami byli cudzoziemscy najemnicy, którzy służyli w armii Dawida, wśród nich Ittaj z Gat.

## Archeologia

### Osadnictwo
Spośród pięciu miast filistyńskiego pentepolis dotarto do warstw filistyńskich jedynie w Aszdod, Ekronie i częściowo w Askalonie. Aszdod, powstały na ruinach osady z epoki brązu, był z początku osadą o powierzchni 20 akrów, którą w XII w. p.n.e. otoczono murem obronnym. Pod koniec X w. p.n.e. rozrósł się do 100 akrów. Ekron z początku zajmował powierzchnię 50 akrów, następnie miasto było stopniowo fortyfikowane.
Na północ od pentapolis odnaleziono między innymi miasta: Afek, Tel Garisa i Tel Qasile. Tel Qasile wyróżnia się tym, że nie powstało na ruinach wcześniejszej osady, lecz zostało założone bezpośrednio przez Filistynów.
W wielu miastach Szefeli i północno-zachodnim Negebie odnaleziono ślady osadnictwa filistyńskiego, między innymi ceramikę i rzeźbę.

### Architektura i sztuka sakralna
Jedynym znanym przykładem filistyńskiego budownictwa sakralnego są świątynie z Tel Qasile, budowane na przestrzeni 150 lat. Pierwsza z tych świątyń zbudowana była z cegły, obejmowała jedno pomieszczenie i miała wymiary 6,4 na 6,6 m. Druga została wzniesiona z kamienia i zajmowała większą powierzchnię. Trzecia posiadała już przedsionek, a dach pomieszczenia głównego wznosił się na dwóch słupach z drewna cedrowego.
Ani w Filistei, ani nigdzie indziej poza Egiptem nie znaleziono śladów świątyń mogących pomieścić 3 tys. ludzi, o których mówi biblijna relacja dotycząca Samsona.
Dla filistyńskiej sztuki sakralnej charakterystyczne są figurki siedzącej bogini, zwane „Aszdoda”, maski ludzkie i zwierzęce oraz naczynia libacyjne.

### Domostwa
Bogate domostwa filistyńskie miały kształt prostokąta lub kwadratu i posiadały wewnętrzny, zadaszony dziedziniec. Ściany zbudowane były z cegły, a dach wznosił się na drewnianych słupach osadzonych na bazach z nieobrobionego kamienia. W centrum dziedzińca znajdowały się otoczone otynkowanym murem paleniska, nieznane w kulturze kananejskiej, spotykane natomiast na Cyprze, w Anatolii i basenie Morza Egejskiego.

### Ceramika
Ceramika filistyńska zachowuje formy ceramiki mykeńskiej, ale wyróżnia się nowymi motywami dekoracyjnymi. Niekiedy bardzo przypomina ceramikę mykeńską występującą na Rodos i Cyprze. Do produkcji tej ceramiki wykorzystywano jednak rodzimy surowiec, co oznacza, że nie była to ceramika importowana.
Z początku ceramika filistyńska zawierała wzory jednokolorowe, później zastępuje ją ceramika dwubarwna. Wśród naczyń pojawiają się kratery.

### Cmentarzyska
Odkryto stosunkowo nieliczne filistyńskie cmentarzyska. Filistyni byli grzebani indywidualnie w grobach wykopanych w ziemi albo prostokątnych grobowcach. Czasami ciało zmarłego układano w wielkich dzbanach, w innych wypadkach w glinianych trumnach z antropoidalnymi wiekami.